# تپه گامیش گلی ۱
تپه گامیش گلی ۱ مربوط به سدهٔ ۸–۶ ه‍.ق است و در شهرستان میاندوآب، بخش مرکزی، دهستان زرینه رود جنوبی، ۱ کیلومتری شرق روستای گامیش گلی واقع شده و این اثر در تاریخ ۷ خرداد ۱۳۸۷ با شمارهٔ ثبت ۲۲۸۸۳ به‌عنوان یکی از آثار ملی ایران به ثبت رسیده است.